# Cymatophoropsis albomaculata
Cymatophoropsis albomaculata är en fjärilsart som beskrevs av John Henry Leech 1890. Cymatophoropsis albomaculata ingår i släktet Cymatophoropsis och familjen nattflyn. Inga underarter finns listade i Catalogue of Life.